# Vochysiaceae
Vochysiaceae A.St.-Hil. è una famiglia di piante angiosperme dell'ordine Myrtales.

## Tassonomia
La famiglia comprende i seguenti generi:
- Callisthene Mart.
- Erisma Rudge
- Erismadelphus Mildbr.
- Korupodendron Litt & Cheek
- Mahechadendron W.Ariza, Cortés-Ballén & Fern.Alonso
- Qualea Aubl.
- Ruizterania Marc.-Berti
- Salvertia A.St.-Hil.
- Vochysia Aubl.